# Jacques Millot
Pour les articles homonymes, voir Jacques Millot (homme politique) et Millot.
Jacques Millot, né le 9 juillet 1897 à Beauvais (Oise) et mort le 23 janvier 1980 à Paris,, est un arachnologiste et collectionneur bibliophile français.

## Biographie
Il obtient un doctorat en médecine avec une thèse sur l’histophysiologie des pigments des poissons préparée au Collège de France avec Justin Jolly et un doctorat en sciences naturelles avec une thèse sur l’histophysiologie des aranéides. Il s’intéresse à divers sujets, notamment à la systématique et la biologie des arachnides, la faune et l’anthropologie malgaches.  Il dirige des recherches scientifiques sur le cœlacanthe autour de l'archipel des Comores, avec l'ichtyologiste Pierre Fourmanoir. Il est un acteur important de l’organisation des sciences en France comme à l’étranger, comme à la coopération internationale.
Jacques Millot fait paraître des monographies sur les Pholcidae, les Thomisidae et les Salticidae. Il étudie les glandes séricigènes chez différents groupes d’arachnides comme les Liphistiidae, les ricinules et les palpigrades. Il dirige les Mémoires de l'Institut scientifique de Madagascar à leur création en 1948 et, avec Renaud Paulian (1913-2003), Le Naturaliste malgache, à partir de 1953. Il dirige la Société zoologique de France en 1943.
Bibliophile, il est spécialiste de la reliure ancienne et membre fondateur de la Société de la reliure originale. Sa prestigieuse collection de livres rares fut dispersée dans plusieurs ventes publiques (1958, 1975, 1991) organisées par Claude Guérin, associé de la librairie Giraud-Badin, haut-lieu de la bibliophilie à Paris et réputée pour son activité centrée sur l'expertise.

## Liste partielle des publications
- 1929 : « Les Glandes séricigènes des Pholcides », Bulletin de la Société zoologique de France, LIV : 193-206.
- 1930 : « Glandes venimeuses et glandes séricigènes chez les Sicariides », Bulletin de la Société zoologique de France, LV : 150-175.
- 1931 : « Les Glandes séricigènes des Pholcides », Bulletin de la Société zoologique de France, LVI : 75-83.
- 1931 : « La Métamérisation postembryonnaire des jeunes araignées », Bulletin de la Société zoologique de France, LVI (2) : 140-145.
- 1931 : « Le Tubercule anal des Uroctéides et des Oecobiides (Araneidae) », Bulletin de la Société zoologique de France, LVI (2) : 199-205.
- 1931 : Cicatrisation et régénération (Armand Colin, Paris).
- 1932 : « L'Anatomie interne des dinopides », Bulletin de la Société zoologique de France, LVII : 537-543.
- 1933 : « Le Genre Aebutina (Aranéides) », Bulletin de la Société zoologique de France, LVIII : 92-95.
- 1933 : « Notes complémentaires sur l'anatomie des liphistiides et des hypochilides, à propos d'un travail récent de A. Petrunkevitch », Bulletin de la Société zoologique de France, LVIII : 217-235.
- 1941 : avec Lucien Berland (1888-1962), « Les Araignées de l'Afrique Occidentale Française », Mémoires du Muséum national d'histoire naturelle. Nouvelle série, XII : 297-423.
- 1946 : « Les Pholcides de Madagascar », Mémoires du Muséum national d'histoire naturelle. Nouvelle série, 22 : 127-158.
- 1952 : Biologie des races humaines (Armand Colin, Paris).